# Stazione di Mürren
La stazione di Mürren è una stazione ferroviaria ubicata a Lauterbrunnen, nella frazione di Mürren, capolinea della Bergbahn Lauterbrunnen-Mürren.

## Storia
La stazione venne inaugurata il 14 agosto 1891, congiuntamente alla linea ferroviaria per Grütschalp.

## Struttura e impianti
La stazione dispone di un fabbricato viaggiatori che ospita i servizi per i passeggeri quali biglietteria e sala d'attesa. Il piano binario è composto da due binari tronchi, essendo la stazione di testa; è presente anche una rimessa e un'officina per i treni.

## Movimento
Il servizio viaggiatori prevede dai due ai quattro treni per ora per Grütschalp.

## Servizi
- Bar
- Biglietteria a sportello
- Biglietteria automatica
- Sala d'attesa
- Servizi igienici

## Interscambio
Dal 1894 al 1937 è stata attiva una tranvia a cavallo che collegava la stazione con l'hotel Kurhaus.